# Wigner Fizikai Kutatóközpont
A HUN-REN Wigner Fizikai Kutatóközpont (rövidítve HUN-REN Wigner FK) fizikával foglalkozó, magyar kutatóközpont Budapesten, Csillebércen 443 méteres tengerszint feletti magasságban.
Korábban a Magyar Tudományos Akadémia egyik kutatóhelye volt, ezt követően lett a tagja az Eötvös Loránd Kutatási Hálózatnak (ELKH). Az ELKH átalakítását követően 2023 óta a HUN-REN Magyar Kutatási Hálózat része. A Wigner FK az MTA KFKI Részecske- és Magfizikai Kutatóintézet és az MTA Szilárdtestfizikai és Optikai Kutatóintézet összeolvadásával jött létre 2012-ben, és felvette a Nobel-díjas fizikus, Wigner Jenő nevét. A kutatóközpontban két intézet működik, a  Wigner Fizikai Kutatóközpont Részecske- és Magfizikai Intézet és a Wigner Fizikai Kutatóközpont Szilárdtestfizikai és Optikai Intézet. 2023 óta a Magyar Kutatási Hálózat egyik intézménye.

## A kutatóközpont története
A kutatóközpont elődje az 1950-ben alapított MTA Központi Fizikai Kutatóintézet volt. Az eredetileg két osztállyal megalakuló intézet rövid idő alatt több osztállyal bővült, olyan kutatók vezetése alatt, mint például Simonyi Károly és Jánossy Lajos. Célja az előkészítő bizottság megfogalmazása szerint „a magyar fizikai kutatást eddigi, a többi tudományághoz képest is messze elmaradt állapotából kiemelni, és lehetővé tenni a termékeny tudományos kutatást a fizika minden területén, melyek a tudomány fejlesztése és alkalmazása szempontjából elsősorban fontosak.” A KFKI-ban már kezdetektől igen sokszínű kutatás folyt, és nincs ez másképp ma sem a Wigner FK-ban. Mindig is jellemző volt az eredmények közvetett vagy közvetlen hasznosítása. Nem kizárólag a fizika volt itt jelen, de a különböző műszaki, sőt az élettudományok is helyet kaptak az intézetben. A KFKI a rendszerváltást követően 1992-ben megszűnt, tudományos intézetei teljes önállóságot kaptak az Akadémia keretén belül.
Ezt követően az MTA Wigner Fizikai Kutatóközpont (MTA Wigner FK) 2012. január 1-től a korábbi MTA KFKI Részecske- és Magfizikai Kutatóintézet és a korábbi MTA Szilárdtestfizikai és Optikai Kutatóintézet egyesülésével jött létre. 2013-tól a Kutatóközpont részeként működik a világszínvonalú Wigner Adatközpont is. 2019. szeptember 1-től pedig a Wigner FK  az Eötvös Loránd Kutatási Hálózat irányítása alatt, 2023. szeptember 1-től pedig az Eötvös Loránd Kutatási Hálózat átalakulásával a Magyar Kutatási Hálózat irányítása alá került. Továbbra is az MTA kiválósági központjaként működik és ma a HUN-REN Magyar Kutatási Hálózat egyik legnagyobb, fizikával foglalkozó kutatóintézete.  Kutatási tevékenységként a következő fő tudományterületekkel foglalkozik: kvantumtechnológia, kísérleti és elméleti részecskefizika, magfizika, általános relativitáselmélet és gravitáció, fúziós plazmafizika, űrfizika, nukleáris anyagtudomány,  kísérleti és elméleti szilárdtestfizika, statisztikus fizika, atomfizika, optika és anyagtudomány.
A kutatóközpontban, illetve annak jogelődeiben dolgozott többek között: Györgyi Géza, Jánossy Lajos, Kovács István, Vlagyimir Naumovics Gribov, Simonyi Károly, Kiss Dezső, Perjés Zoltán, Zimányi József, Szépfalusy Péter, Vesztergombi György, Pál Lénárd, Farkas Győző, Szegő Károly, Gránásy László, Bencze Gyula, Érdi Péter, Kollár János.

## Szervezeti felépítés
A Wigner Fizikai Kutatóközpont főigazgatója 2012 óta dr. Lévai Péter József. A Kutatóközpontban két intézet működik, amelyek további osztályokba, illetve kutatócsoportokba szerveződnek:

### Wigner FK Részecske- és Magfizikai Kutatóintézet
Vezetés:
- Dr. Ván Péter (RMI tudományos igazgató)

| Osztályok:                                        | Osztályvezető:    | Kutatócsoportok: |
| ------------------------------------------------- | ----------------- | --- |
| Elméleti Fizika Osztály                           | Wolf György       | Részecskefizikai és Térelméleti Kutatócsoport (Fodor Gyula) Nehézion-fizikai Kutatócsoport (Barnaföldi Gergely Gábor) Gravitációfizikai Kutatócsoport (Vasúth Mátyás 1973–2024; Gergely Árpád László 2024-) Femtoszkópia Kutatócsoport (Csörgő Tamás Ferenc) Holografikus Kvantumtérelmélet "Lendület" Kutatócsoport (Bajnok Zoltán)                       |
| Komputációs Tudományok Osztálya                   | Négyessy László   | Komputációs Rendszerszintű Idegtudomány Kutatócsoport (Orbán Gergő) Elméleti Idegtudomány és Komplex Rendszerek Kutatócsoport (Somogyvári Zoltán) Neurorehabilitációs és Mozgásszabályozás Kutatócsoport (Zólyominé Botzheim Lilla) Adat- és Számításintenzív Kutatócsoport (Jakovác Antal) Kvantumszámítás és Informatika Kutatócsoport (Zimborás Zoltán) |
| Nagyenergiás Fizikai Osztály                      | Varga Dezső       | Nagyenergiás Geofizikai Kutatócsoport (Oláh László) Hadronfizikai Kutatócsoport (Vértesi Róbert) Innovatív Detektorfejlesztő "Lendület" Kutatócsoport (Varga Dezső) Standard Modell és Új Fizika Keresése Kutatócsoport (Veszprémi Viktor) Lézeres Részecskegyorsító Technológiák Kutatócsoport (Kedves Miklós)                                            |
| Nukleáris Anyagtudományi Osztály                  | Szilágyi Edit     | Femtoszekundumos Spektroszkópia és Röntgenspektroszkópia Kutatócsoport (Vankó György Albert) Ionnyaláb-fizikai Kutatócsoport (Szilágyi Edit Olga) |
| Űrfizikai és Űrtechnikai Osztály                  | Németh Zoltán     | Űrfizikai Kutatócsoport (Németh Zoltán) |
| Nanoplazmonikus Lézeres Fúziós Kutatólaboratórium | Biró Tamás Sándor | |

### Wigner FK Szilárdtestfizikai és Optikai Intézet
Vezetés:
- Dr. Gali Ádám (SZFI tudományos igazgató)
- Dr. Veres Miklós (SZFI tudományos igazgatóhelyettes)
- Vidák Rózsa (SZFI működési igazgatóhelyettes)

| Osztályok:                                    | Osztályvezető:    | Kutatócsoportok (csoportvezetők): |
| --------------------------------------------- | ----------------- | --- |
| Alkalmazott és Nemlineáris Optikai Osztály    | Nagy Attila Tibor | Lézeralkalmazások és Optikai Méréstechnika Kutatócsoport (Nagy Attila Tibor) Ultragyors Nanooptika "Lendület" Kutatócsoport (Dombi Péter) Kristályfizika Kutatócsoport (Lengyel Krisztián) Femtoszekundumos Lézerek a Nemlineáris 3D Mikroszkópiában Kutatócsoport ( Szipőcs Róbert) Nanoszerkezetek és Alkalmazott Spektroszkópia Kutatócsoport (Veres Miklós) |
| Elméleti Szilárdtestfizikai Osztály           | Újfalussy Balázs  | Félvezető Nanoszerkezetek "Lendület" Kutatócsoport (Gali Ádám) Erősen Korrelált Rendszerek "Lendület" Kutatócsoport (Legeza Örs) Kvantumos anyagok Kutatócsoport (Újfalussy Balázs) |
| Kísérleti Szilárdtestfizika Osztály           | Kováts Éva        | Szerkezetkutató Laboratórium (Kováts Éva) |
| Komplex Folyadékok Osztály                    | Börzsönyi Tamás   | Részben Rendezett Rendszerek Kutatócsoport (Börzsönyi Tamás) Elektromos Gázkisülések Kutatócsoport (Kutasi Kinga) Folyadékszerkezet Kutatócsoport (Jóvári Pál) |
| Kvantumoptikai és Kvantuminformatikai Osztály | Vukics András     | Kvantumoptika "Lendület" Kutatócsoport (Domokos Péter) Kvantuminformatika és a Komplex Rendszerek Kutatócsoport (Kiss Tamás) |
| Kvantuminformatika Nemzeti Laboratórium       | Gali Ádám         | |

## Akadémikusok
Rendes tagok
- Domokos Péter (SZFI, 2019) Székfoglaló előadásának címe: Kritikus viselkedés atomok és fotonok erősen csatolt kvantumrendszereiben
- Kamarás Katalin (SZFI, 2016) Székfoglaló előadásának címe: Komplex szénszerkezetek spektroszkópiai jellemzése
- Lévai Péter (RMI, 2016) Székfoglaló előadásának címe: Az erősen kölcsönható kvarkanyag tulajdonságai a Nagy Hadronütköztető kísérletei alapján
- Vincze Imre (SZFI, 2010)  (professor emeritus)   Székfoglaló előadásának címe: Mágnesség két és három dimenzió között
- Faigel Gyula (SZFI, 2007) Székfoglaló előadásának címe: Egyedi molekulák atomi szerkezetének meghatározása
- Sólyom Jenő (SZFI, 1993) (professor emeritus)
- Kroó Norbert  (SZFI, 1990)

Levelező tag
- Siklér Ferenc (RMI, 2022) Székfoglaló előadásának címe: Kísérleti részecskefizika: az erős kölcsönhatás nyomában

## A Wigner FK által alapított díjak[9]
- Györgyi Géza-díj (RMI)
- Zimányi-medál ( RMI)
- Publikációs Díj (SZFI)
- Alkalmazott Kutatási Díj (SZFI)
- Gribov-medál (RMI)